# Guja

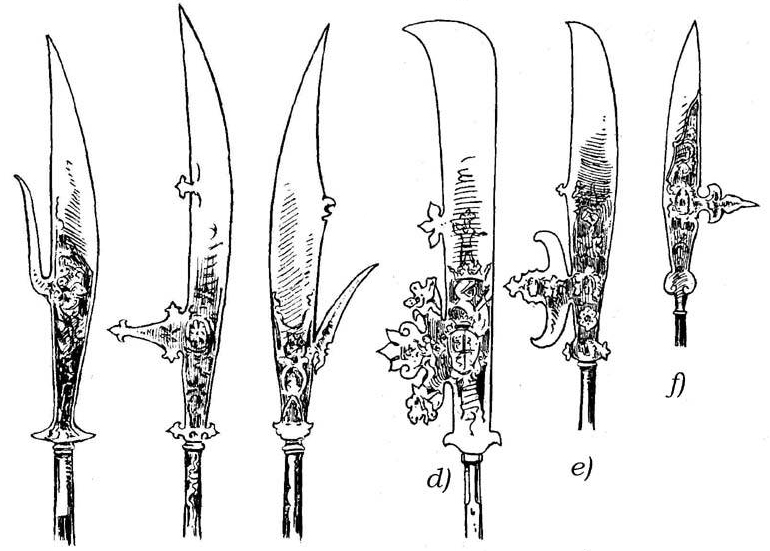
Gujas (ilustración tomada del Manual de Conocimiento de las Armas: El Armamento en Su Desarrollo Histórico desde el Comienzo de la Edad Media hasta el Final del Siglo XVIII de Wendelin Boeheim, c. 1890)

En Occidente, una guja (del francés vouge) o archa era un arma de asta medieval, cuya moharra es una hoja con forma de espada o sable curvo, de generalmente 30 cm de anchura —incluso llegó hasta los 60cm- usada exclusivamente para tajar. Algunas variantes posteriores llevaban "petos" adicionales para punzadas y enganches.
En España un archa -por ello de la toma de las dos voces- también se tuvo -o se tiene- por un arma de asta cuya moharra era una ancha hoja de tajo que bien se diferenciaba de la ortodoxa vougue (o glaive) por ser simplemente una punta de lanza ancha y más grande (este dato viene dado por las "archas" que en algunos museos se le atribuyen al Cuerpo de Archeros de Borgoña del rey Felipe IV de Francia).
Fue tan popular en su época que a la unidad que las portaba les dieron su propio nombre, los archeros.
En Oriente hay muchas versiones de lanzas con hojas de espadas enastadas desde muchos siglos antes que en Europa. El desarrollo y uso de estas armas de asta fue generalizado desde China (Kwan-Dao) y Japón (Bisento, Naginata), hasta la India y Oriente Próximo, recibiendo muchos nombres y variantes.

## Orígenes y tipos
Las gujas o archas han sido durante siglos un tipo de arma de asta desarrollada a partir del deseo de lograr "alcance" con las armas de tajo. Si bien esta práctica produjo hachas y lanzas largas (espadas de empuñadura-mango largo) desde Occidente a Oriente, la efectividad en determinadas épocas, a razón de las armaduras a las que se enfrentaban, se dedujo en una mayor utilización de las lanzas punzantes o largas (picas, chuzos, venablos, etc.).
Los primeros esbozos de estas armas se encuentran en las variantes orientales de sus sables, concretamente en China. El nombre de esta arma (en chino, "gran cuchilla") -y según la leyenda china- proviene del héroe y general Guan Yu durante la Dinastía Han. Si bien no fue su creador, fue quien la popularizó como arma contra caballería e infantería.
En Europa, el precedente de estas armas de "cuchilla" u "hoja" enastada se tiene en los llamados cuchillos de brecha, los cuales ambiguamente son también catalogados como alabardas primitivas (compuestas sólo de la hoja tipo "hacha", sin petos ni punta afilada prominente). Pero si en nuestro contexto histórico ibérico no se diferencian mucho, en el caso de otras naciones sí lo hacen. Es el caso de Francia, donde a estas "espadas o hachas" largas enastadas -en sus orígenes más remotos- se las denominó: vougue, del que proviene nuestra voz "guja" (con cuchilla más recta de un solo filo en sus inicios -luego dos- y con rodela que cubría la mano que dirigía); fauchard (con raíz latina "faux", aplicada a armas de cuchillas largas como faussar, faussal, fauchard, fauchart, etc.) y que era aún más similar a nuestro término "guja" -cuchilla más curvada-; faux de guerre (guadaña de guerra), si era con filo cóncavo; etc. 
Al ser este una invención lógica "dentro de cualquier contexto", las gujas-archas han ido apareciendo -no necesariamente importadas o influenciadas por la adquisición de ejemplares- por diversos lugares a través de las épocas. Si bien en Oriente este diseño perduró -y aún se usa en Artes Marciales-, en Europa llegó a su apogeo cuando los infantes necesitaron de un arma "potente" -al igual que en el caso de las alabardas- para enfrentarse a enemigos armados (armaduras blancas).